# لی کاترمول
لی کاترمول (انگلیسی: Lee Cattermole؛ زادهٔ ۲۱ مارس ۱۹۸۸) یک ورزشکار اهل بریتانیا است.
از باشگاه‌هایی که در آن بازی کرده‌است می‌توان به میدلزبورو، ساندرلند، ویگان اتلتیک، و تیم ملی فوتبال زیر ۲۱ سال انگلستان اشاره کرد.
وی همچنین در تیم‌های ملی فوتبال England U16 England U17 England U18 England U19 England U21 بازی کرده است.